# Cordigliera Betica
La Cordigliera betica è un sistema montuoso nella Spagna meridionale. Detta anche Monti betici è in realtà composta da più gruppi montuosi che si estendono dall'Andalusia occidentale alla Murcia e a Valencia, in direzione sudovest-nordest: la Sierra Nevada, la Sierra Elvira e i Monti Aljibe fanno anch'essi parte del sistema betico.
Ospita un gran numero di zone ricoperte di macchia mediterranea, con foreste decidue e anche qualche foresta di conifere, a seconda dell'altitudine e della qualità del terreno. Continua in Africa con i monti del Rif marocchino, coi quali, assieme al Mare di Alborán fra essi contenuto, formano uno degli punti caldi della biodiversità del Mediterraneo, visto che qui si trovano le foreste di alloro scomparse nel resto del bacino da milioni di anni, in seguito a un calo dell'umidità.